# Max Nordau
Max Simon Nordau, nato Simon Maximilian Südfeld (in ungherese: Simon Miksa Südfeld; Pest, 29 luglio 1849 – Parigi, 23 gennaio 1923), è stato un sociologo, medico, giornalista e leader sionista ungherese.
Cofondatore, insieme a Theodor Herzl, della Organizzazione sionista mondiale, è stato presidente o vicepresidente di numerosi congressi sionisti.

## Biografia
Come sociologo, scrisse numerosi libri oggetto di discussione, fra cui Le menzogne convenzionali della nostra civiltà, Degenerazione, e Paradoxe. Oltre alle convenzioni religiose condannò quelle politiche e morali dei suoi tempi.
Il suo libro più citato, sebbene non fosse tra i più apprezzati quando era in vita, è Degenerazione.
Durante il primo congresso sionista mondiale organizzato da Theodor Herzl e David Farbstein, tenutosi nell'agosto 1897 a Basilea, in Svizzera, Nordau introdusse alla platea il concetto da lui elaborato del Muskeljudentum, traducibile in italiano giudaismo muscolare, nel quale, facendo riferimento a figure storiche come Simon Bar Kokheba, gli Asmonei ed i Maccabei, si evidenziava l'esigenza di ribaltare questo pregiudizio spingendo le genti ebraiche a dedicarsi attivamente all'attività sportiva, rifacendosi in qualche modo alla locuzione latina Mens sana in corpore sano di Giovenale. L'ideale di Nordau era di dare origine ad atleti ebrei che sul piano della potenza fisica e della resistenza alla fatica nulla avessero da invidiare ai popoli.
Cesare Lombroso dedicò a Max Nordau il suo L'uomo delinquente.

## Opere
- Le menzogne convenzionali della nostra civiltà (Die conventionellen Lügen der Kulturmenschheit, 1883), traduzione di Emilio Faelli.
- Paradoxe (1885).
- Entartung, 1892 (Degenerazione, Piano B, Prato, 2009)
- Il senso della storia, Trad. di Romeo Lovera, M&B Publishing, Milano 1999) .
- Analisi d'Anime Editore Barion 1914